# Montalbo
Montalbo è un comune spagnolo di 687 abitanti situato nella comunità autonoma di Castiglia-La Mancia.